# نتائج منتخب السودان لكرة القدم للسيدات
منتخب السودان لكرة القدم للسيدات هو الممثل الرسمي لاتحاد كرة القدم النسائي في السودان. الهيئة الإدارية لها هي الاتحاد السوداني لكرة القدم وتتنافس بصفة عضوٍ في الاتحاد الإفريقي لكرة القدم (الكاف). وكانت أول بطولة دولية للمنتخب الوطني في عام 2021 ، عندما لعب في كأس العرب للسيدات .

## السجل حسب الخصوم
يوضح الجدول التالي الرقم القياسي الدولي الرسمي للسودان لكل خصم:
| سجل المشاركات الدولية | سجل المشاركات الدولية | سجل المشاركات الدولية | سجل المشاركات الدولية | سجل المشاركات الدولية | سجل المشاركات الدولية | سجل المشاركات الدولية | سجل المشاركات الدولية | سجل المشاركات الدولية | سجل المشاركات الدولية       |
| النسخة                | لعب                   | فاز                   | عدل                   | خسر                   | له                    | عليه                  | فارق الأهداف          | النسبة المئوية للفوز  | الاتحاد                     |
| --------------------- | --------------------- | --------------------- | --------------------- | --------------------- | --------------------- | --------------------- | --------------------- | --------------------- | --------------------------- |
| الجزائر               | 1                     | 0                     | 0                     | 1                     | 0                     | 14                    | −14                   | 0.00                  | الكاف                       |
| مصر                   | 1                     | 0                     | 0                     | 1                     | 0                     | 10                    | −10                   | 0.00                  | الاتحاد الإفريقي لكرة القدم |
| لبنان                 | 1                     | 0                     | 0                     | 1                     | 1                     | 5                     | −4                    | 0.00                  | اي أف سي                    |
| جنوب السودان          | 2                     | 0                     | 0                     | 1                     | 0                     | 9                     | −9                    | 0.00                  | الاتحاد الإفريقي لكرة القدم |
| تونس                  | 1                     | 0                     | 0                     | 1                     | 1                     | 12                    | −11                   | 0.00                  | الاتحاد الإفريقي لكرة القدم |

## النتائج

### 2021
| 24 أغسطس 2021 كأس العرب للسيدات 2021، المجموعة أ | مصر                                                                                      | 10-0  | السودان | القاهرة، مصر                                                         |
| 17:00 ت ع م+2                                    | - أسماء جمعة - نادين غازي - نهى طارق - منار سالم - سمر الزيات - سامية آدم - سلوى المتولي | تقرير |         | الملعب: ستاد الشرطة الحكم: دموع البقار (الاتحاد اللبناني لكرة القدم) |

| 27 أغسطس 2021 كأس العرب للسيدات 2021، المجموعة أ | السودان           | 12-1  | تونس | القاهرة، مصر                                                      |
| 17:00 ت ع م+2                                    | - روان عبد المنعم | تقرير | - آية جدي - إيمان مشارة - سامية العوني - ليلى مكنون - وفاء مسعود - ياسمين الجماعي - رمال العبودي - احلام الحطاب | الملعب: ستاد الشرطة الحكم: حنين مراد (الاتحاد الأردني لكرة القدم) |

| 30 أغسطس 2021 كأس العرب للسيدات 2021، المجموعة أ | لبنان                                                            | 1-5   | السودان        | القاهرة، مصر                                                                        |
| 21:00 ت ع م+2                                    | - ديما الكاستي 3'، 19' - كريستي معلوف 6' - سينتيا صالحة 26'، 44' | تقرير | - ريان رجب 50' | الملعب: ستاد الشرطة الحكم: خلود الزعابي (اتحاد الإمارات العربية المتحدة لكرة القدم) |

| 20 أكتوبر 2021 التصفيات المؤهلة لكأس أمم إفريقيا سيدات - المغرب 2022 | الجزائر | 0-14 | السودان | الجزائر، الجزائر                                                       |
| 18:00 (ت ع م+01:00)                                                  | - آمنة أم صرير 2' (ه.ذ.) - نعيمة بوهني 6'، 15'، 37'، 46' - سيليا كوي 11'، 67' - وسام بوزيد 17'، 18' - أميرة ولد براهم; 29'، 30' - ليديا بلقاسمي 48' - فاطمة بارا 67' - إيمان مروش 82' | * https://www.fifa.com/tournaments/womens/womensworldcup/australia-new-zealand2023/qualifiers/caf/match-center/400203151 - https://www.kooora.com/?region=-12&team=6462&team2=49320 |         | الملعب: ملعب عمر حمادي الحكم: أسماء شوشان (الاتحاد التونسي لكرة القدم) |

| 26 أكتوبر 2021 التصفيات المؤهلة لكأس أمم إفريقيا سيدات - المغرب 2022 | الجزائر | تأجلت | السودان | أم درمان، السودان             |
| -                                                                    |         | (1)   |         | الملعب: استاد الهلال الحكم: - |

### 2022
| 16 فبراير 2022 مباراة ودية | السودان | 3-0   | جنوب السودان                                                            | الخرطوم، السودان           |
| 15:15 ت ع م+2              |         | تقرير | - ديبورا ستيفان ??'، ??'، ??' - شيانغ توماس ??'، ??' - ديانا بادوني ??' | الملعب: استاد جبل الأولياء |

| 20 فبراير 2022 مباراة ودية | السودان | 3-0   | جنوب السودان                                            | الخرطوم، السودان           |
| 17:00 ت ع م+2              |         | تقرير | - ديبورا ستيفان ??' - سارة أبارو ??' - ديانا بادوني ??' | الملعب: استاد جبل الأولياء |

### 2023
| سبتمبر 2023 التصفيات المؤهلة لكأس الأمم الإفريقية للسيدات 2024، الجولة الأولى | أنغولا | ألغيت | السودان |  |

| سبتمبر 2022 التصفيات المؤهلة لكأس الأمم الإفريقية للسيدات 2024، الجولة الأولى | السودان | ألغيت | أنغولا |  |

## الهوامش
- 1 كان من المقرر أن تُلعب في الأصل على ملعب استاد الهلال في أم درمان، ولكن تم تأجيل مباراة السودان والجزائر ثم ألغيت لاحقًا بسبب مخاوف أمنية في أعقاب انقلاب أكتوبر 2021 في السودان[2][3]